# Интернет-безопасность
Интернет-безопасность — это отрасль компьютерной безопасности, связанная специальным образом не только с Интернетом, но и с сетевой безопасностью, поскольку она применяется к другим приложениям или операционным системам в целом. Её цель — установить правила и принять меры для предотвращения атак через Интернет. Интернет представляет собой небезопасный канал для обмена информацией, который приводит к большому риску вторжения или мошенничества, таких как фишинг, компьютерные вирусы, трояны, черви и многое другое.
Множество методов используется для защиты передачи данных, в том числе шифрование. В настоящее время основное внимание уделяется профилактике, а также защите от известных и новых угроз в режиме реального времени.

## Угрозы

### Вредоносные программы
Интернет-пользователь может быть обманут или втянут в загрузку на компьютер вредоносного программного обеспечения. Основные типы таких программ представлены ниже:
- Вирус, иначе вредоносная программа — это любое программное обеспечение, используемое для получения несанкционированного доступа к информации или ресурсам компьютера с целью хищения, удаления, искажения или подмены данных. Вирусы делятся на группы по типу заражаемых объектов, методам заражения и жертвам. Заразить компьютер вирусом можно разными способами: от использования съемного носителя до посещения вредоносного сайта. Благодаря антивирусным компаниям в наше время вирусы встречаются довольно редко.
- Ботнет — компьютерная сеть, состоящая из запущенных ботов. Зачастую бот — специальная программа, устанавливаемая на компьютер пользователя без его согласия, которая позволяет злоумышленнику выполнять некие действия, такие как рассылка спама, переборка паролей и т. д.
- Компьютерный вирус — это программы, которые создают копии самих себя с целью внедрения в коды других программ и системные области памяти, а также распространения самих себя по различным каналам связи. Чаще всего используются для захвата информации на компьютере. Компьютерные виды делятся на группы по поражаемым объектам, методам их заражения, поражаемым операционным системам и т. д.
- Сетевые черви в некотором роде являются вирусами, так как тоже способны копировать самих себя, но не могут нанести вред существующим файлам. Вместо этого они создают дополнительную нагрузку на компьютер за счет интенсивного распространения. Черви классифицируются по способу распространения и месту заражения.
- Вирус-вымогатель блокирует доступ к компьютеру или возможность считывания данных, а затем требует выкуп для восстановления исходного состояния. Вирусы этого типа могут шифровать данные, блокировать или препятствовать работе в системе или браузере.
- Лжеантивирус создает видимость работающего антивируса, что позволяет осуществить внедрение дополнительного заражения. Также может предлагать дополнительные услуги при введении пользовательских данных: кредитная карта, номер телефона и т. д.
- Программа-шпион — это программа, тайно отслеживающая активность пользователя и сообщающая о ней другим пользователям. Данный вид программ имеет широкий спектр возможностей: от сбора информации о посещаемых сайтах до удаленного управления компьютером или смартфоном.
- Кейлогер — программное обеспечение, регистрирующее нажатия клавиш на клавиатуре и мыши, а также дату и время этих действий.
- Троян — вредоносная программа, проникающая на компьютер под видом легального программного обеспечения с целью выполнения действий, нужных злоумышленникам. Свое название вирус получил благодаря сходству по принципу действию с деревянным конем, погубившим Трою. Существует 5 основных типов троянов: удаленный доступ, уничтожение данных, загрузчик, деактиватор программ безопасности и сервер.

### DoS-атаки
DoS-атака (аббр. англ. Denial of Service «отказ в обслуживании») — это хакерская атака на систему, при которой реальные пользователи получают отказ в обслуживании. Проводятся с помощью создания большого количества запросов на сервер, что дает критическую нагрузку, при которой сервер может начать выдавать закрытую информацию или же просто перестает работать, что заставляет провайдера терять доход.

### Фишинг
Фишинг — это вид интернет-мошенничества, в ходе которого злоумышленники получают доступ к конфиденциальной информации пользователя, такой как логин и пароль. Используется для массовой рассылки от имени популярных брендов, внутри частных сервисов или социальных сетей. В настоящее время цель фишеров — клиенты банков и электронных платежных систем.

### Уязвимости приложений
Приложения, используемые для доступа к интернет-ресурсам, могут содержать уязвимости безопасности, такие как ошибки безопасности памяти или ошибочные проверки подлинности. Самые серьёзные из этих ошибок могут дать сетевым злоумышленникам полный контроль над компьютером. Большинство приложений и комплексов безопасности не способны обеспечить качественную защиту от этих видов атак.

## Статистика угроз
По статистике, в 2014 году спам составлял 60 % от общего числа писем, в 2015—2016 годах их процент уменьшился до 53. Улучшение защиты от фишинга повлияло и на его частоту: в 2014 наблюдали кражу данных в 1 случае из 965, к 2015 — 1 из 1846, а к 2016 — лишь 1 из 2596. Рейтинг почтовых вредоносных программ к 2016 году снизился по сравнению с 2014 годом с 1 из 244 до 1 вредоносного письма из 133. А вот количество новых вредителей растет с каждым годом: в 2014 году — 275 миллионов новых вредоносных программ, в 2015—355 миллионов, в 2016—357 миллионов.
Количество web-атак, блокируемых ежедневно: в 2015—340 000, 2016—229 000.
С актуальной статистикой угроз можно ознакомиться по ссылке. О конкретных примерах последних угроз можно узнать в отчете Лаборатории Касперского о развитии информационных угроз в третьем квартале 2018 года.

## Средства защиты

### Безопасность сетевого уровня
Протоколы TCP/IP могут быть защищены криптографическими методами и протоколами безопасности. Эти протоколы включают протокол Secure Sockets Layer (SSL), с которым обеспечивается безопасность транспортного уровня (TLS) для веб-трафика, Pretty Good Privacy (PGP) для электронной почты и IPsec для обеспечения безопасности сетевого уровня.

### Internet Protocol Security (IPsec)
IPsec предназначен для защиты протокола TCP/IP в безопасном режиме. Это набор расширений безопасности, разработанных Интернет-целевой группой (IETF). Он обеспечивает безопасность и аутентификацию на уровне IP путем преобразования данных с использованием шифрования. Есть два основных типа преобразования, которые составляют основу IPsec: заголовок аутентификации (AH) и ESP. Эти два протокола обеспечивают целостность данных, аутентификацию источника данных и службу защиты от повтора. Эти протоколы могут использоваться по отдельности или в комбинации для предоставления требуемого набора служб безопасности для уровня интернет-протокола (IP).

### Многофакторная аутентификация
Многофакторная аутентификация (МФА) — это метод управления доступом к компьютеру, в котором пользователю предоставляется доступ только после успешного представления нескольких отдельных доказательств механизму аутентификации — как правило, по меньшей мере две из следующих категорий: знания (что-то они знают), владение (что-то у них есть) и внутренность (что-то они есть). Интернет-ресурсы, такие как веб-сайты и электронная почта, могут быть защищены с использованием многофакторной аутентификации.

### Токен (авторизации)
Некоторые онлайн-сайты предлагают клиентам возможность использовать шестизначный код, который случайным образом изменяется каждые 30-60 секунд на токене безопасности. Клавиши маркера безопасности встроены в математические вычисления и манипулируют числами на основе текущего времени, встроенного в устройство. Это означает, что каждые тридцать секунд существует только определённый массив чисел, который будет правильным для проверки доступа к онлайн-учетной записи. Веб-сайт, на котором пользователь регистрируется, будет уведомлен о серийном номере этого устройства и будет знать вычисления и правильное время, встроенные в устройство, чтобы убедиться, что указанное число действительно является одним из немногих шестизначных чисел, которое работает в этом при 30-60-секундном цикле. Через 30-60 секунд устройство представит новое случайное шестизначное число, которое может войти в веб-сайт.

### Безопасность электронной почты

#### Предпосылки
Сообщения электронной почты составлены, доставлены и сохранены в многоэтапном процессе, который начинается с композиции сообщения. Когда пользователь заканчивает составление сообщения и отправляет его, сообщение преобразуется в стандартный формат: форматированное сообщение RFC 2822. После этого сообщение может быть передано. Используя сетевое соединение, почтовый клиент, называемый почтовой программой, подключается к почтовому серверу. Затем почтовый клиент предоставляет идентификатор отправителя серверу. Затем, используя команды почтового сервера, клиент отправляет список получателей на почтовый сервер. Затем клиент отправляет сообщение. Как только почтовый сервер получает и обрабатывает сообщение, происходит несколько событий: идентификация сервера получателя, установление соединения и передача сообщений. Используя службы доменных имен (DNS), почтовый сервер отправителя определяет почтовый сервер для получателей. Затем сервер открывает соединение с почтовым сервером-получателем и отправляет сообщение, используя процесс, аналогичный тому, который используется отправителем-клиентом, доставляя сообщение получателю.

#### Pretty Good Privacy (PGP)
Pretty Good Privacy обеспечивает конфиденциальность путем шифрования передаваемых сообщений или файлов данных, которые должны храниться с использованием алгоритма шифрования, такого как Triple DES или CAST-128. Сообщения электронной почты могут быть защищены с помощью криптографии различными способами, такими как:
- Подписание сообщения электронной почты для обеспечения его целостности и подтверждения личности отправителя.
- Шифрование тела сообщения электронной почты для обеспечения его конфиденциальности.
- Шифрование сообщений между почтовыми серверами для защиты конфиденциальности как тела сообщения, так и заголовка сообщения.

Первые два метода: шифрование сообщений и шифрование тела сообщения часто используются вместе; однако шифрование передач между почтовыми серверами обычно используется только тогда, когда две организации хотят защищать электронные письма, регулярно отправляемые между собой. Например, организации могут создать виртуальную частную сеть (VPN) для шифрования сообщений между своими почтовыми серверами через Интернет. В отличие от методов, которые могут только шифровать тело сообщения, VPN может шифровать целые сообщения, включая информацию заголовка электронной почты, такую как отправители, получатели и темы. В некоторых случаях организациям может потребоваться защита информации заголовка. Тем не менее, только VPN-решение не может обеспечить механизм подписания сообщений, а также не может обеспечивать защиту сообщений электронной почты по всему маршруту от отправителя до получателя.

#### Многоцелевые расширения интернет-почты (MIME)
MIME преобразует данные, отличные от ASCII, на сайт отправителя на данные ASCII сетевого виртуального терминала (NVT) и передает его на простой SMTP-протокол для отправки через Интернет. Сервер SMTP со стороны получателя получает данные NVT ASCII и передает его в MIME, чтобы преобразовать его обратно в исходные данные, отличные от ASCII.

#### Имитовставка
Имитовставка — это криптографический метод, который использует секретный ключ для шифрования сообщения. Этот метод выводит значение MAC, которое может быть расшифровано приемником, используя тот же секретный ключ, который используется отправителем. Код аутентификации сообщения защищает как целостность данных сообщения, так и его подлинность.

### Межсетевые экраны (Firewalls)
Межсетевой экран (он же брандмауэр) контролирует доступ между сетями. Он обычно состоит из шлюзов и фильтров, которые варьируются от одного брандмауэра к другому. Брандмауэры также отображают сетевой трафик и могут блокировать опасный трафик. Межсетевые экраны действуют как промежуточный сервер между соединениями SMTP и HTTP.

#### Роль межсетевых экранов в веб-безопасности
Межсетевые экраны налагают ограничения на входящие и исходящие сетевые пакеты в частные сети и из них. Входящий или исходящий трафик должен проходить через брандмауэр; будет пропущен только разрешенный трафик. Межсетевые экраны создают контрольно-пропускные пункты между внутренней частной сетью и общедоступным Интернетом. Брандмауэры могут создавать точки затвора на основе источника IP и номера порта TCP. Они также могут служить платформой для IPsec. Используя возможности туннельного режима, брандмауэр можно использовать для реализации VPN. Брандмауэры также могут ограничивать сетевое воздействие, скрывая внутреннюю сетевую систему и информацию из общедоступного Интернета.

#### Типы межсетевых экранов

##### Пакетный фильтр
Пакетный фильтр — это брандмауэр первого поколения, который обрабатывает сетевой трафик по принципу «по отдельности». Его основная задача — фильтровать трафик с удаленного IP-хоста, поэтому маршрутизатор необходим для подключения внутренней сети к Интернету. Маршрутизатор известен как экранирующий маршрутизатор, который отображает пакеты, выходящие и входящие в сеть.
Технология SPI (Stateful Packet Inspection)
В технологии инспекции пакетов с хранением состояния шлюз сеансового уровня является прокси-сервером, который работает на сетевом уровне модели Open Systems Interconnection (OSI) и статически определяет, какой трафик будет разрешен. Прокси-серверы перенаправляют сетевые пакеты (отформатированные данные), содержащие заданный номер порта, если порт разрешен алгоритмом. Основным преимуществом прокси-сервера является его способность предоставлять технология «преобразования сетевых адресов» (NAT), которая может скрыть IP-адрес пользователя из Интернета, эффективно защищая всю внутреннюю информацию из Интернета.

#### Шлюз прикладного уровня
Шлюз прикладного уровня — это брандмауэр третьего поколения, где прокси-сервер работает на самом верху модели OSI, уровне приложения IP-пакета. Сетевой пакет пересылается только в том случае, если соединение установлено с использованием известного протокола. Шлюзы уровня приложения отличаются анализом целых сообщений, а не отдельных пакетов данных, когда данные отправляются или принимаются.

## Продукты интернет-безопасности

### Антивирусы
Антивирусное программное обеспечение и программы обеспечения безопасности в Интернете помогут защитить устройство от атак путем обнаружения и устранения вредоносных программ.

### Менеджер паролей
Менеджер паролей — это программное приложение, которое помогает пользователю хранить и организовывать пароли. Менеджеры паролей обычно хранят пароли в зашифрованном виде, требуя от пользователя создания главного пароля, открывающего доступ к базе всех паролей. Однако использование менеджера паролей может угрожать безопасности пользователя.

### Комплекты безопасности
Так называемые комплекты безопасности были впервые предложены для продажи в 2003 году (McAfee) и содержат набор брандмауэров, антивирусных, антишпионских программ и т. д.. Они также предлагают защиту от краж, проверку безопасности переносного хранилища, частный интернет-просмотр, облачный антиспам, измельчитель файлов или принятие решений, связанных с безопасностью (ответы на всплывающие окна), а несколько из них бесплатны.